# Attaque de Lemera
Première guerre du Congo
La bataille de Lemera, suivie par le massacre de Lemera, est un évènement qui a eu lieu le 6 octobre 1996 au Zaïre. Soutenus par le Rwanda, les rebelles Banyamulenge attaquent la ville de Lemera. Ils massacrent ensuite les occupants de l'hôpital de la ville, géré par le futur prix Nobel de la paix Denis Mukwege. Cet événement marque le début de la première guerre du Congo, qui opposera l'Alliance des forces démocratiques pour la libération du Congo de Laurent-Désiré Kabila au régime de Mobutu Sese Seko.

## Contexte

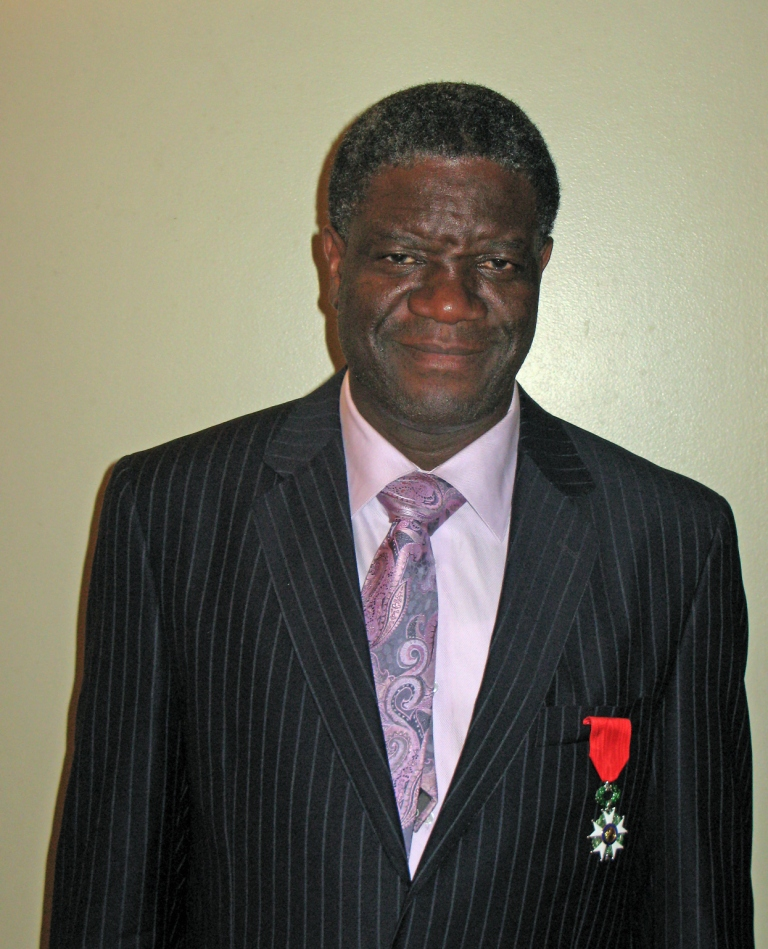
Denis Mukwege (ici en 2009) dirigeait l'hôpital en 1996.

En 1994, le Front patriotique rwandais (FPR) prend le pouvoir au Rwanda en mettant fin au génocide des Tutsis perpétré par les Hutus. Au printemps 1996, les miliciens hutus Interahamwe réfugiés au Zaïre chassent de la région du Kivu des milliers de Banyamulenge, nom désignant en fait toute personne assimilée aux Tutsis. Les exilés rwandais souhaitent lancer des raids sur le Rwanda.
À partir de cette date, des infiltrations des soldats de l'Armée patriotique rwandaise (APR) sont signalées dans la région, tandis que des milices Banyamulenge se constituent. Le 8 septembre 1996, des éléments des forces armées zaïroises (FAZ) ripostent à une attaque d'« éléments non identifiés » à Lemera.
L'hôpital de Lemera (en) est le plus grand hôpital du Kivu. Dirigé par le docteur Denis Mukwege, il compte 230 lits et un bon équipement. De par sa proximité avec les combats, il accueille trois cents malades, dont des soldats des FAZ et des miliciens Hutus. Des combattants revenus du Burundi y sont notamment soignés. À cause de l'insécurité, l'hôpital a demandé à être protégé par les FAZ. Une compagnie d'une centaine d'hommes a été envoyée sur la base de Kidoti, à trois kilomètres de l'hôpital.

## Bataille
Le 4 octobre, les troupes Banyamulenge et de l'Armée patriotique rwandaise (APR) entrent au Zaïre en franchissant la Rusizi. Des combattants s'infiltent dans le village. L'assaut démarre le 6 au matin après un tir de mortier sur la base zaïroise. Coordonnée par talkie-walkie, l'attaque est lancée depuis plusieurs directions mais une voie de repli est volontairement laissée aux FAZ. Les deux camps subissent des pertes mais après quelques heures de combat, le lieutenant-colonel Urom Doge Ukongo[réf. nécessaire] des FAZ est tué et ses troupes fuient vers Uvira, au sud. Une centaine d'assaillants attaquent ensuite l'hôpital. 
« [Our ennemies] were stunned by the effectiveness of the Rwandan and the Rwandan-trained troops. »
— Paul Kagame, ministre de la défense et vice-président rwandais, interview, juillet 1997

« [Nos ennemis] ont été stupéfiés par l'efficacité des Rwandais et des troupes entraînées par les Rwandais. »
— interview, juillet 1997
Dans leur repli, les soldats zaïrois, sans solde depuis plusieurs mois, pillent les populations qu'ils croisent. De nombreux pilleurs des FAZ sont ainsi tués par les Bembe du territoire de Fizi, pourtant des ennemis acharnés des Tutsis.

## Massacres
À l'hôpital, 34 patients, majoritairement des soldats des Forces armées zaïroises (FAZ), sont tués sur le sol en tentant de s'échapper ou dans leurs lits, achevés par balles ou à l'arme blanche. Trois infirmières, Kadaguza, Simbi et Maganya sont également massacrées. Les autres malades ont pu s'échapper.
Les corps d'autres soldats des FAZ sont trouvés près de la paroisse catholique. Deux prêtres catholiques sont également assassinés. L'abbé Koko est abattu immédiatement tandis que l'abbé Ndogole est emmené dans les montagnes avant d'être tué.
Le docteur Denis Mukwege est alors absent. Malgré ses demandes de lutter contre l'impunité et bien que le massacre soit documenté, ses auteurs n'ont jamais été poursuivis. Selon le politologue Filip Reyntjens, les Banyamulenge et l'AFDL ne sont pas les principaux responsables du massacre mais bien l'Armée patriotique rwandaise (APR).

« Quand j'avais parlé avec l'ancien représentant spécial des Nations Unies, je pensais que ça allait l'émouvoir, j'attendais une réaction mais vingt ans après il n'y a pas eu de réaction. [...] C'est comme si on était complètement oubliés. »

— Denis Mukwege, Interview avec RFI, 2016

## Conséquences

### Déclenchement de la guerre au Zaïre
Le 8 octobre 1996, le vice-gouverneur du Sud-Kivu déclare les Banyamulenge hors-la-loi, leur donnant deux semaines pour quitter le Zaïre. Le 16 octobre, une importante colonne rebelle entre au Zaïre depuis le Rwanda en passant par le Burundi. Le 25 octobre, la ville d'Uvira, chef-lieu de la chefferie-collectivité du peuple Bavira, est prise, puis Bukavu, capitale du Sud-Kivu, tombe le 29 octobre. La progression des rebelles ne s'arrêtera que lorsque tout le Zaïre aura été conquis par Laurent-Désiré Kabila.

### Le protocole de Lemera
Le 18 octobre 1996, l'alliance des forces démocratiques pour la libération du Congo (AFDL), est officiellement fondée par le protocole de Lemera entre Déogratias Bugera (sv), André Kisase Ngandu, Anselme Masasu Nindanga et Laurent-Désiré Kabila. La réunion n'a en fait pas eu lieu à Lemera mais dans un hôtel à Gisenyi, au Rwanda.

### Lien audio
- Sonia Rolley, « Lemera: 20 ans d'impunité au Congo »  [audio], Grand reportage, sur Radio France Internationale, 6 octobre 1996 (consulté le 17 août 2025)